# عبدالله سوماره
عبدالله سوماره (انگلیسی: Abdoulaye Soumaré؛ زادهٔ ۷ نوامبر ۱۹۸۰) بازیکن فوتبال اهل بلژیک است.
از باشگاه‌هایی که در آن بازی کرده‌است می‌توان به باشگاه فوتبال ستاره سرخ اشاره کرد.